# مارتي بلين
مارتي بلين (بالإنجليزية: Marty Balin)‏ (ولد في 30 يناير 1942) هو مغني وكاتب أغاني وموسيقي عُرف كمؤسس للفرقة الأمريكية [[جفرسن إیربلین]].

## روابط خارجية
- مارتي بلين على موقع IMDb (الإنجليزية)
- مارتي بلين على موقع ميوزك برينز (الإنجليزية)
- مارتي بلين على موقع إن إن دي بي (الإنجليزية)
- مارتي بلين على موقع أول ميوزيك (الإنجليزية)
- مارتي بلين على موقع ديسكوغز (الإنجليزية)
- مارتي بلين على موقع قاعدة بيانات الفيلم (الإنجليزية)